# Benin International 2023
Die Benin International 2023 im Badminton fanden vom 7. bis zum 10. September 2023 in Ouidah statt.

## Sieger und Platzierte
| Disziplin    | Gold                                     | Silber                                 | Bronze                                                    |
| ------------ | ---------------------------------------- | -------------------------------------- | --------------------------------------------------------- |
| Herreneinzel | Adham Hatem Elgamal                      | Brian Kasirye                          | Gergő Pytel                                               |
| Herreneinzel | Adham Hatem Elgamal                      | Brian Kasirye                          | Howard Shu                                                |
| Dameneinzel  | Johanita Scholtz                         | Nour Ahmed Youssri                     | Husina Kobugabe                                           |
| Dameneinzel  | Johanita Scholtz                         | Nour Ahmed Youssri                     | Fadilah Mohamed Rafi                                      |
| Herrendoppel | Ogunsanwo David Oluwasegun Godwin Olofua | Joseph Emmanuel Emmy Victor Ikechukwu  | Josef Abel Emmanuel Olusegun Ogunsanwo                    |
| Herrendoppel | Ogunsanwo David Oluwasegun Godwin Olofua | Joseph Emmanuel Emmy Victor Ikechukwu  | Saddam Sidi Rufai Khalil Safana Shamsuddeen               |
| Damendoppel  | Husina Kobugabe Gladys Mbabazi           | Grace Gabriel Ramatu Yakubu            | Anna Gladys Akakpo Pernelle Fabossou                      |
| Damendoppel  | Husina Kobugabe Gladys Mbabazi           | Grace Gabriel Ramatu Yakubu            | Fadilah Mohamed Rafi Tracy Naluwooza                      |
| Mixed        | Adham Hatem Elgamal Doha Hany            | Oswald Ash Fano-Dosh Pernelle Fabossou | Carlos Miguel Codjo Kpanou Hilary Ornelia Bignon Fabossou |
| Mixed        | Adham Hatem Elgamal Doha Hany            | Oswald Ash Fano-Dosh Pernelle Fabossou | Seif Omar Elgendy Hadia                                   |